# South Africa Conciliation Committee
Le South Africa Conciliation Committee (SACC) - Comité de conciliation pour l'Afrique du Sud - était une organisation britannique pacifiste opposée à la seconde guerre des Boers .
Le comité a été formé en 1899 en réaction au déclenchement de la guerre, dans le but de «[diffuser des ] informations précises» et pour rechercher rapidement un «règlement pacifique entre ce pays et les républiques boers». Le comité de conciliation a principalement mené campagne en faveur des négociations officielles pour mettre fin à la guerre. À l'époque, le Comité de conciliation a été perçu comme partisan d'une position modérée, faisant des appels à la raison et cherchant à trouver un terrain d'entente avec les républiques boers tout en permettant le maintien de l'Afrique du Sud dans l'empire britannique et sans jamais appeler au retrait unilatéral des Britanniques.
Le Comité a été fondé par Catherine Courtney et son président était son mari, le politicien Leonard Courtney. Dès janvier 1900, ce dernier a recruté Emily Hobhouse pour être la secrétaire de la section féminine du comité. Jane Cobden Unwin, la fille de l’homme d’État Richard Cobden, était une membre fondatrice du comité, tout comme la suffragette Elizabeth Maria Molteno, fille du premier Premier ministre de la Colonie du Cap, John Molteno. Le Comité de conciliation comportait d'autres membres notoires comme John Clifford, président de Stop de War Committee, Allan Heywood Bright, député, Sir Wilfrid Lawson, député, l'éditeur Thomas Fisher Unwin, le journaliste de gauche Henry Brailsford ainsi que Robert Spence Watson, auteur de l'ouvrage The History of English Rule and Policy in South Africa. Il y avait un chevauchement considérable entre les membres du South African Conciliation Committee (SACC) avec ceux des membres de la Society of Friends of Russian Freedom.
Les élections générales de 1900 donnent la victoire au parti conservateur, dans un climat nationaliste où la population célèbre les récentes victoires militaires remportées par l'armée impériale britannique et croit à une fin imminente de la guerre en Afrique du Sud. Les candidats membres du comité de conciliation tels que Bright et Lawson, identifiés comme "anti-guerre", subissent de lourdes défaites électorales. Dans ce contexte, le Comité de conciliation a dû faire face à une opposition publique considérable, notamment lorsqu'il a organisé une manifestation de femmes contre la guerre au Queen's Hall à Londres le 13 juin 1900,. Cependant, le rejet dont ils faisaient l'objet n'était pas aussi fort que celui auquel était confronté le Stop the War Committee, empreint quant à lui d'une dimension utopique d'inspiration religieuse.
La section sud-africaine du South Africa Conciliation Committee (SACC) a été créée au Cap au début des années 1900 sous la présidence de John Molteno. Elle a mené une bataille de longue haleine (mais relativement réussie) contre la censure de l'État et la loi martiale.